# Gin Lemon
Pour les articles homonymes, voir Lemon.
 (juin 2018).
Si vous disposez d'ouvrages ou d'articles de référence ou si vous connaissez des sites web de qualité traitant du thème abordé ici, merci de compléter l'article en donnant les références utiles à sa vérifiabilité et en les liant à la section « Notes et références ».
Albums de Gigi D'Agostino
Gigi D'Agostino
(1996) Tanzen (EP)
(1999)
Singles
1. Music (An Echo Deep Inside)
Sortie : 1997
2. Gin Lemon
Sortie : 1998

Gin Lemon est un album — et second EP — du disc jockey, remixeur et producteur italien Gigi D'Agostino, sorti en octobre 1997.

## Liste des titres
Toutes les chansons sont écrites et composées par Gigi D'Agostino et Andrea Remondini.
| 1.    | Gin Lemon                           | 4:30 |
| 2.    | Terapia                             | 4:39 |
| 3.    | Tuttobene                           | 6:14 |
| 4.    | Locomotive                          | 5:33 |
| 5.    | Rumore di Fondo                     | 4:50 |
| 6.    | My Dimension                        | 6:39 |
| 7.    | Bam                                 | 5:48 |
| 8.    | Gin Tonic                           | 6:07 |
| 9.    | Psicadelica                         | 4:38 |
| 10.   | All in One Night                    | 6:11 |
| 11.   | Wondering Soul                      | 6:49 |
| 12.   | Living in Freedom                   | 6:19 |
| 13.   | Music (An Echo Deep Inside) (remix) | 5:56 |
| 74:13 |                                     |      |